# Al-Hakam II ibn Abd al-Rahman

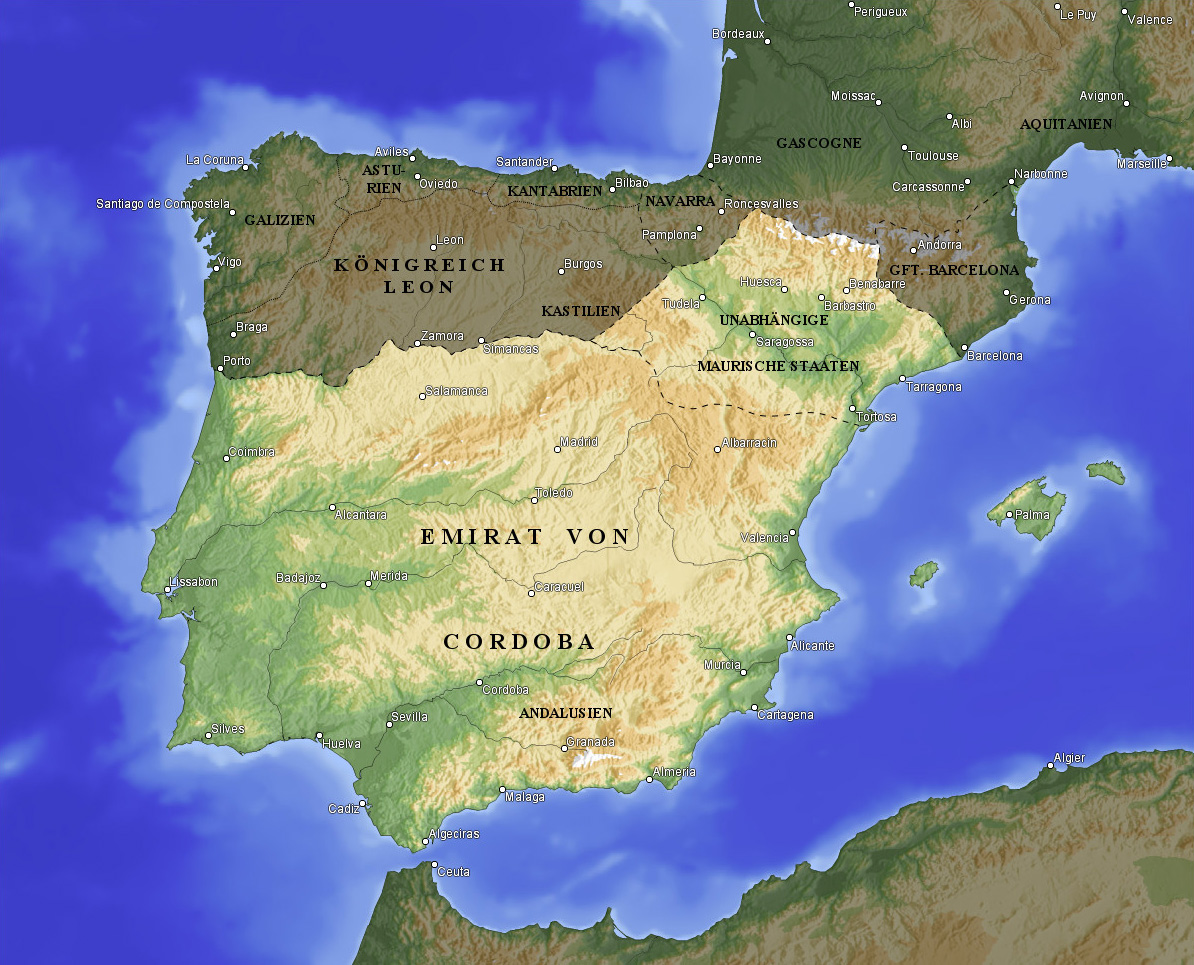
al-Andalus all'epoca di Al-Hakam

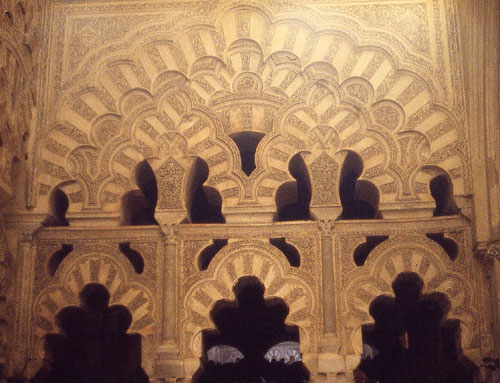
Mezquita di Cordova

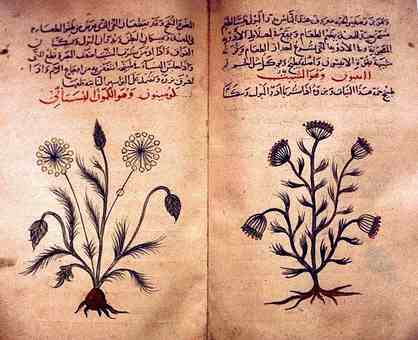
Erbario

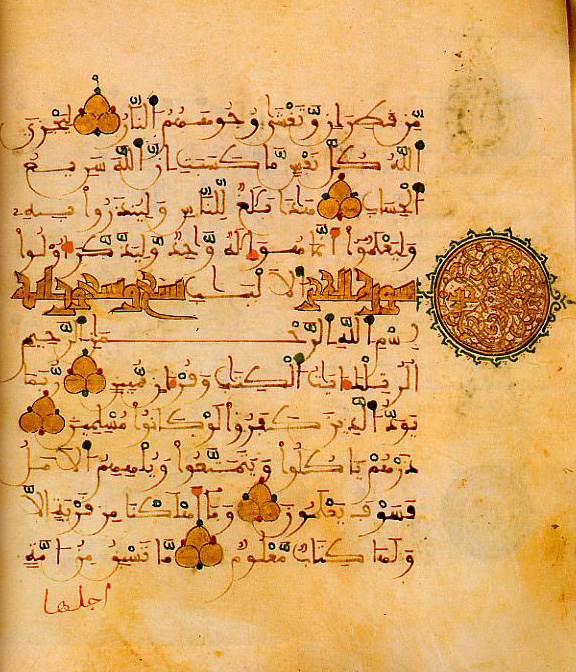
Volume del Corano di Al-Andalus

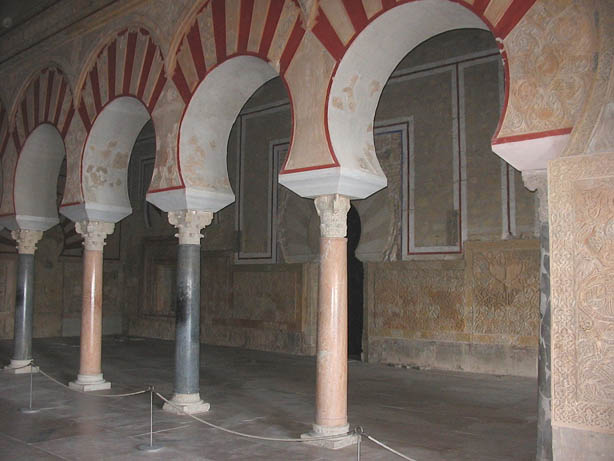
Madinat al-Zahra

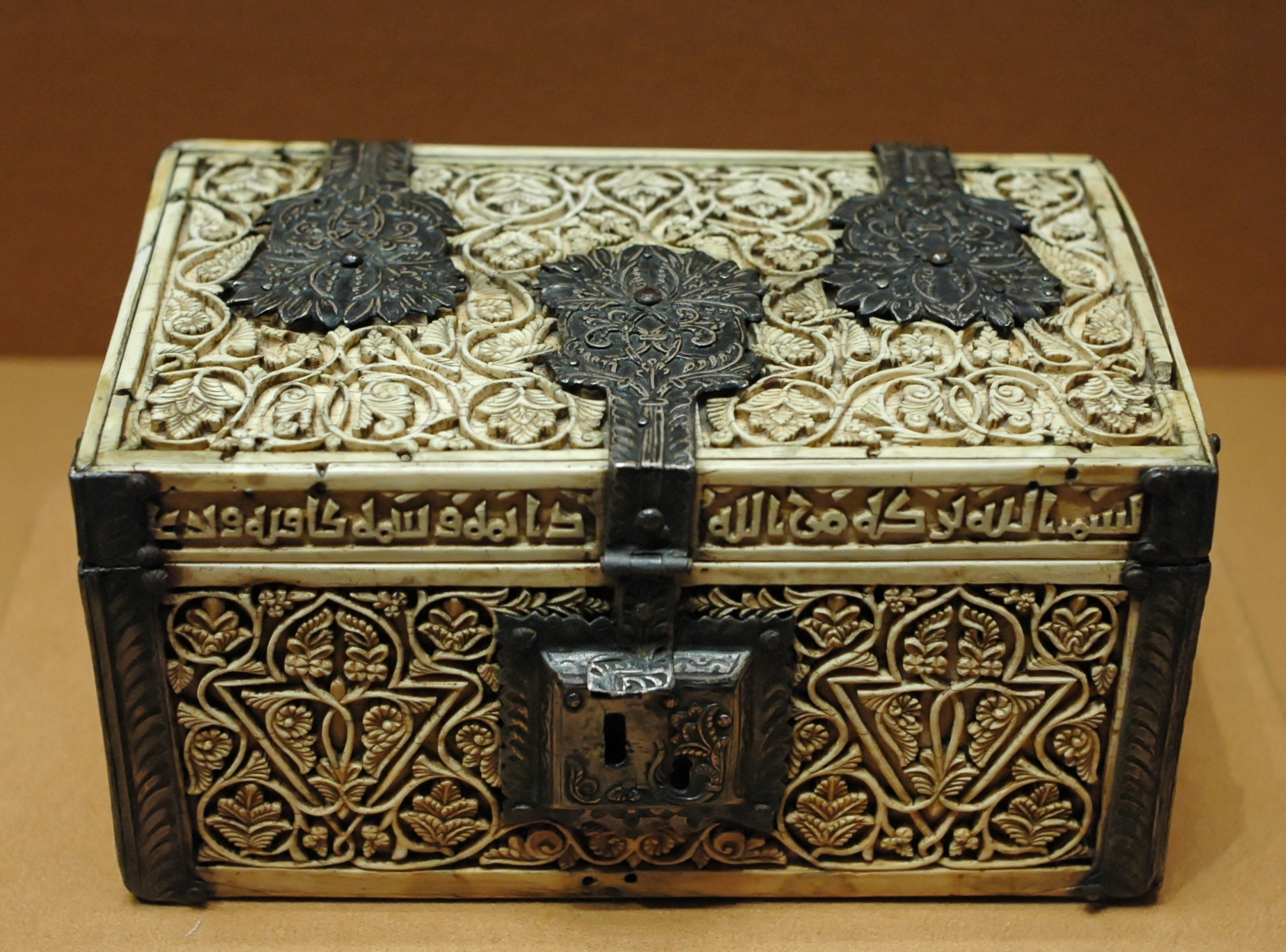
Cassa di avorio e argento con decorazioni intagliate (Madinat al-Zahra)

al-Ḥakam II ibn ʿAbd al-Raḥmān III (in arabo أبو العاص المرتضى الحكم بن هشام‎?), più conosciuto come al-Ḥakam II, o in spagnolo Alhakén II (Cordova, 13 gennaio 915 – Cordova, 16 ottobre 976), fu il secondo califfo omayyade del Califfato di Cordova dal 961 fino alla sua morte.

## Biografia
Figlio dell'emiro omayyade ʿAbd al-Raḥmān III ibn Muḥammad, all'età di 8 anni, nel 923, fu nominato successore di ʿAbd al-Raḥmān III e la sua educazione fu improntata a farlo diventare un buon califfo: partecipando sia alle attività di governo che alle campagne militari, accompagnando il califfo in varie occasioni.
Omosessuale, avrebbe avuto un harem di soli uomini.
Nel 961, all'età di 46 anni, alla morte di suo padre, gli succedette e si fece attribuire il laqab di al-Mustanṣir bi-llāh (Colui che è reso vincitore da Dio).
Dato che la sua unione con Radiya non aveva dato figli si trovò costretto ad unirsi ad una concubina, di origine vascone di nome Ṣubḥh, chiamata anche Zohbeya e Aurora (traduzione del nome arabo).
Si narra che obbligasse la concubina a indossare abiti maschili e che la appellasse con il nome Jafar. A differenza di suo padre, per governare si appoggiò (il che gli permise di dedicarsi alla sua attività preferita, la letteratura) a due personaggi di corte: il generale Ghālib, un liberto di origine slava ed il hajib Yaáfar al-Mushafi, che assieme alla concubina Aurora, esercitavano l'effettivo controllo del governo.
Alla fine del 961, Sancho I, re di León, approfittando della sopravvenuta morte del califfo ʿAbd al-Raḥmān III, mancò di mantenere i patti sottoscritti, nel 958, a Cordova con suo padre (ʿAbd al-Raḥmān III), al-Ḥakam II si preparò alla guerra decidendo di sostenere Ordoño IV, che era stato re di León dal 958 al 960. Ordoño IV fu accolto a Cordova in modo splendido e fu preparato un esercito per la spedizione contro il León.
Sancho allora assicurò il califfo che avrebbe mantenuto gli impegni; il califfo, ruppe la promessa ed abbandonò la causa di Ordoño IV, che, nello stesso anno (962), morì a Cordova, dove aveva ottenuto ospitalità.
Dato che Sancho, anche per la morte di Ordoño, rifiutava nuovamente di rispettare il trattato, al-Ḥakam II dichiarò guerra a tutti i regni (e le contee) cristiani obbligando, dopo la conquista di San Esteban de Gormaz, Atienza e Calahorra, il conte di Castiglia, Fernán González, il re di Navarra, Garcia Sanchez, il re del León, Sancho I ed infine i conti di Barcellona, Mirò ed il fratello Borrell II, a chiedere la pace (963), come riporta lo storico Rafael Altamira.
Continuò la politica del padre per contrastare la potenza fatimide in Nordafrica, che avevano posto la capitale a Qayrawan; il pericolo scomparve, nel 969, quando i Fatimidi, dopo la conquista dell'Egitto, trasferirono la loro capitale al Cairo, allentando la pressione sull'Ifrīqiya, rimanendo a contrastarlo la dinastia idriside, con l'emiro, al-Hasan b. Gannūn.

Nel 972, per recuperare l'influenza omayyade in Ifrīqiya inviò un primo esercito e poi, nel 974, un secondo, al comando del generale Ghālib che, sottomise l'emiro, come conferma La web de las biografias.

Per chiarire la confusione amministrativa che si era creata, al-Ḥakam II inviò un suo intendente: Muhammad b. Abi ʿĀmir, il personaggio che per circa 30 anni governerà in al-Andalus.
Nel 966, i vichinghi attaccarono Lisbona, portando la scompiglio in tutta l'area della foce del Tago; fu inviata la flotta di Siviglia che li intercettò e li sconfisse duramente.
al-Ḥakam II, allora fece costruire ad Almería una seconda flotta, con navi più adatte al combattimento distante dalla costa, e fu posta di stanza nella stessa Almeria.
Quando, nel 971, i Vichinghi fecero una scorreria su Siviglia, risalendo il Guadalquivir, il califfo fece uscire la flotta di Almeria, che unitamente a quella di Siviglia chiuse nelle anse del fiume le navi vichinghe che furono annientate.
Nel 973, approfittando che le truppe di al-Andalus si trovavano in Ifrīqiya, il nuovo conte di Castiglia, García Fernández, attaccò i castelli di Deza e Sigüenza, a cui, nel 974, si aggiunse il nuovo re di León Ramiro III, che attaccò San Esteban de Gormaz. Il ritorno del generale Ghālib pose fine agli attacchi cristiani, sconfiggendoli rispettivamente nelle battaglie di Langa e Estercuel.

Anche Muhammad b. Abi ʿĀmir guidò un esercito contro i cristiani, rientrando a Cordova, carico di bottino.
Al-Ḥakam II fu un califfo fondamentalmente pacifico, amante dei libri, ne collezionò parecchi e riunendo le tre raccolte di libri (la sua, quella di suo padre e quella di suo fratello, Muhammad) raccolse oltre 400.000 in un'unica biblioteca (saccheggiata dai Berberi nel corso dell'assedio di Cordova del 1100). Spesso inviò suoi collaboratori ad acquistare opere originali dei musulmani dell'est, come ad esempio il Kitāb al-Aghānī (Il libro dei Canti) di Abū l-Faraj al-Iṣfahānī.

Durante il suo regno fu fatto un grande sforzo per tradurre in arabo le opere in latino e greco; formò un'apposita commissione composta di Arabi musulmani e mozarabi cristiani. Nei primi mesi al potere, concesse la libertà anche alla poetessa e matematica Lubnā, che lavorava come kātiba per suo padre.
Le sue costruzione compresero l'avanzamento dei lavori della Grande Moschea di Cordova, la Mezquita, tra il 962 ed il 966, e nei dintorni di Cordova, il completamento, nel 976, della residenza reale di Madinat al-Zahra, avviata nel 936 da 'Abd al-Rahmān III.
Infine il famoso scienziato, fisico e soprattutto medico, Abū l-Qāsim al-Zahrāwī (Abulcasis), fu attivo alla corte di al-Ḥakam, durante il suo regno; ed inoltre invitò a Cordova parecchi studiosi orientali perché vi tenessero conferenze e onde favorire gli studenti poveri dispose dei lasciti per i professori che insegnavano a Cordova.
Nel 974 fu colpito da paralisi da cui non si riprese più e designò come suo successore il suo unico figlio Hishām II ibn al-Ḥakam, che allora aveva solo nove anni, mentre il suo fratellastro, al-Mughira, aspirava alla successione.
Nel 976, il 16 ottobre, morì tra le braccia dei suoi due eunuchi.
Gli succedette Hishām II ibn al-Ḥakam, che, secondo il Diccionario biográfico español, Real Academia de la Historia, fece assassinare lo zio, al-Mughira.

### Famiglia
al-Hakam II, secondo la Histoire des Almohades / d'Abd el- Wâh'id Merrâkechi, da una concubina, di nome Çobh, ebbe un unico figlio:
- Hishām II ibn al-Ḥakam[7].

### Fonti primarie
- (FR)  Histoire des Almohades / d'Abd el- Wâh'id Merrâkechi

### Letteratura storiografica
- Rafael Altamira, "Il califfato occidentale", in: «Storia del mondo medievale», Cambridge History of Middle Age, vol. II, 1999, pp. 477–515.